# To Record Only Water for Ten Days
To Record Only Water for Ten Days – solowy album Johna Frusciante, gitarzysty grupy Red Hot Chili Peppers. Powstał po tournée promującym płytę Californication, czyli w czasie gdy Frusciante znów mógł poświęcić więcej czasu na swoje solowe kompozycje. Ten wydany w 2001 roku album jest mniej awangardowy i alternatywny niż poprzednie albumy, choć wciąż widoczny jest wpływ psychodelicznego, eksperymentalnego brzmienia Johna. Na tej płycie artysta odszedł od stricte gitarowych kompozycji. Oprócz gitary, eksperymentował także z brzmieniami syntetycznymi – użył m.in. kilku syntezatorów, oraz samplera MPC3000. Autor dodaje że do nagrania tej płyty natchnęły go duchy, które podobno ma zdolność widzieć. 27 lutego Frusciante rozpoczął trasę promującą ten album koncertem w Londynie. Zakończyła się ona 10 czerwca. Na wszystkich 16 koncertach artysta występował sam, akompaniując sobie na gitarze akustycznej.

## Lista utworów
1. „Going Inside” - 3:36
2. „Someone's” - 1:52
3. „The First Season” - 4:14
4. „Wind Up Space” - 1:59
5. „Away & Anywhere” - 4:07
6. „Remain” - 3:57
7. „Fallout” - 2:11
8. „Ramparts” - 1:11
9. „With No One” - 3:32
10. „Murderers” - 2:41
11. „Invisible Movement” - 2:22
12. „Representing” - 1:46
13. „In Rime” - 2:13
14. „Saturation” - 3:03
15. „Moments Have You” - 3:29